# Campbell (Floryda)
Campbell (często określane jako: Campbell City) – obszar niemunicypalny i census-designated place w Stanach Zjednoczonych, w stanie Floryda, w hrabstwie Osceola. Jest częścią obszaru metropolitalnego Greater Orlando. Według spisie ludności z 2010 roku liczyło 2479 mieszkańców.